# مرقد إسماعيل
مرقد إسماعيل (بالفارسية: آرامگاه امامزاده اسماعیل) هو مرقد شيعي تاريخي يعود إلى السلالة الصفوية، ويقع في ميانه.